# Zygmuntów (Łódź-est)
Pour les articles homonymes, voir Zygmuntów.
Zygmuntów (prononciation [zɨɡˈmuntuf]) est un village de la gmina de Koluszki, du powiat de Łódź-est, dans la voïvodie de Łódź, situé dans le centre de la Pologne.
Sa population s'élevait approximativement à 180 habitants en 2011.

## Administration
De 1975 à 1998, le village était attaché administrativement à l'ancienne voïvodie de Piotrków.

Depuis 1999, il fait partie de la nouvelle voïvodie de Łódź.